# Gèuna
Gèuna (en francès Geaune) és un municipi francès situat al departament de les Landes i a la regió de la Nova Aquitània.

## Demografia
| 1962                                       | 1968 | 1975 | 1982 | 1990 | 1999 | 2007 |
| ------------------------------------------ | ---- | ---- | ---- | ---- | ---- | ---- |
| 547                                        | 599  | 655  | 697  | 723  | 660  | 728  |
| Des de 1962: població sense dobles comptes |      |      |      |      |      |      |

## Administració
| Període   | Identitat           | Partit        |
| --------- | ------------------- | ------------- |
| 1990-2008 | Jean-François Monet | Divers gauche |
| 2008-     | Gilles Couture      | PS            |

## Agermanaments
- Village-Neuf
- Ablitas